# 利波韋茨區

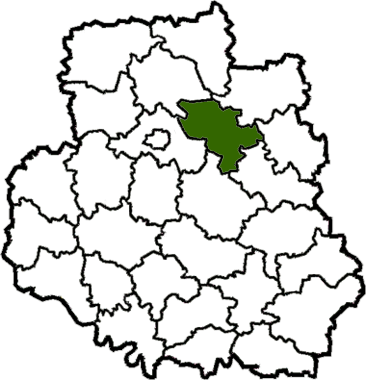

49°21′23″N 28°43′55″E / 49.35639°N 28.73194°E
利波韋茨區（烏克蘭語：Липовецький район）是位於烏克蘭西部的舊區，由文尼察州負責管轄，首府設於利波韋茨，並於2020年被撤銷。該區面積970平方公里，2013年人口39,194，人口密度每平方公里40.41人。